# Llorens de Rocafort
Llorens de Rocafort es una localidad española del municipio leridano de Sant Martí de Riucorb, en la comunidad autónoma de Cataluña.

## Toponimia
El nombre del lugar puede aparecer referido como Llorens, Llorens de Rocafort, Llorenç de Rocafort y Llorenç de Vallbona.

## Historia
Hacia mediados del siglo XIX, el lugar tenía contabilizada una población de 161 habitantes. La localidad aparece descrita en el décimo volumen del Diccionario geográfico-estadístico-histórico de España y sus posesiones de Ultramar de Pascual Madoz de la siguiente manera:

LLORENS: l. con ayunt., al que está agregado el pueblo de Rocafort en la prov. de Lérida (5 leg.), part. jud. de Cervera (5), aud. terr; y c. g. de Barcelona (18), dióc. de Tarragona (8). sit. al pie de un monte poco elevado, está circuido de pinos y combatido por el viento N.; y su clima, aunque frío, es sano: se compone de 37 casas y 1 igl. parr. aneja, dedicada á San Abdon y San Cenon, y 1 cementerio detrás de la igl. hácia el N. bien ventilado; á alguna dist. de las casas se halla un pozo de abundante agua para el abasto vecinal. Confina el térm. por el N. con Nalech; E. Vallbona; S. Omells de Nogaya, y O. Malda. Su estension de N. á S. es de leg. y media, y de E. á O. una. El terreno es de mala calidad, cruzado por varios caminos de herradura en malísimo estado, que comunican con los pueblos circunvecinos. El correo lo reciben en Belpuix, adonde van á buscarlo. prod. aceite, vino y algunas legumbres; caza abundante de conejos, liebres y perdices, y tiene 1 molino aceitero dentro de la pobl.: tambien esportan frutos de los que les sobran. pobl.: 27 vec. 161 alm. cap.: 44,341 rs. contr.: el 14'48 por 100 de esta riqueza. El presupuesto municipal asciende á 800 rs., y se cubren por reparto vecinal.
(Madoz, 1847, p. 507)

En la actualidad pertenece al municipio de Sant Martí de Riucorb. En 2022, tenía empadronados 40 habitantes.

## Patrimonio
En la localidad hay una iglesia bajo la advocación de San Abdón y San Cenón.